# Trachyoribates punctatus
Trachyoribates punctatus är en kvalsterart som först beskrevs av Karppinen 1966.  Trachyoribates punctatus ingår i släktet Trachyoribates och familjen Haplozetidae. Inga underarter finns listade i Catalogue of Life.